# Dolnośląski Rajd Zimowy 1992
Rajd Dolnośląski 1992 – 8. edycja Dolnośląskiego Rajdu Zimowego. Był to rajd samochodowy rozgrywany od 22 do 23 lutego 1992 roku. Była to pierwsza runda Rajdowych Samochodowych Mistrzostw Polski w roku 1992. Rajd składał się z szesnastu odcinków specjalnych.

## Wyniki końcowe rajdu[1]
| Miejsce | Kierowca           | Pilot                | Samochód                    | Czas    | Strata | Grupa Klasa |
| ------- | ------------------ | -------------------- | --------------------------- | ------- | ------ | ----------- |
| 1       | Marian Bublewicz   | Ryszard Żyszkowski   | Ford Sierra RS Cosworth 4x4 | 2:10:41 | -      | A-9         |
| 2       | Paweł Przybylski   | Krzysztof Gęborys    | Audi Coupé Quattro          | 2:17:20 | +6:39  | A-9         |
| 3       | Sławomir Szaflicki | Andrzej Górski       | Mazda 323 4WD               | 2:22:00 | +11:19 | A-9         |
| 4       | Marek Sadowski     | Maciej Hołuj         | Mazda 323 GTX               | 2:22:38 | +11:57 | N-5         |
| 5       | Waldemar Doskocz   | Małgorzata Zemlińska | Volkswagen Golf II GTi 16V  | 2:29:01 | +18:20 | N-4         |
| 6       | Marek Kusiak       | Michał Sawka         | Mazda 323 GTX               | 2:29:29 | +18:48 | N-5         |
| 7       | Robert Kępka       | Tomasz Ryborz        | Peugeot 309 GTI             | 2:33:23 | +22:42 | A-9         |
| 8       | Bogdan Herink      | Piotr Namysłowski    | Renault 11 Turbo            | 2:35:24 | +24:43 | A-9         |
| 9       | Piotr Świeboda     | Maria Wiechowska     | FSO Polonez 1600            | 2:35:55 | +25:14 | A-7         |
| 10      | Jerzy Dyszy        | Jerzy Substyk        | Opel Kadett GSI 16V         | 2:38:14 | +27:33 | N-4         |